# Capo Lizard
Capo Lizard in Cornovaglia è il punto più a sud della penisola di Lizard. Esso è anche l'estremità meridionale della Gran Bretagna ed il luogo abitato più a sud dell'Inghilterra a parte le isole Scilly. I piccoli villaggi di Lizard e Landewednack sono ubicati a circa 1 km a nord del capo e la città più vicina è Helston, sita a 18 km verso nord.

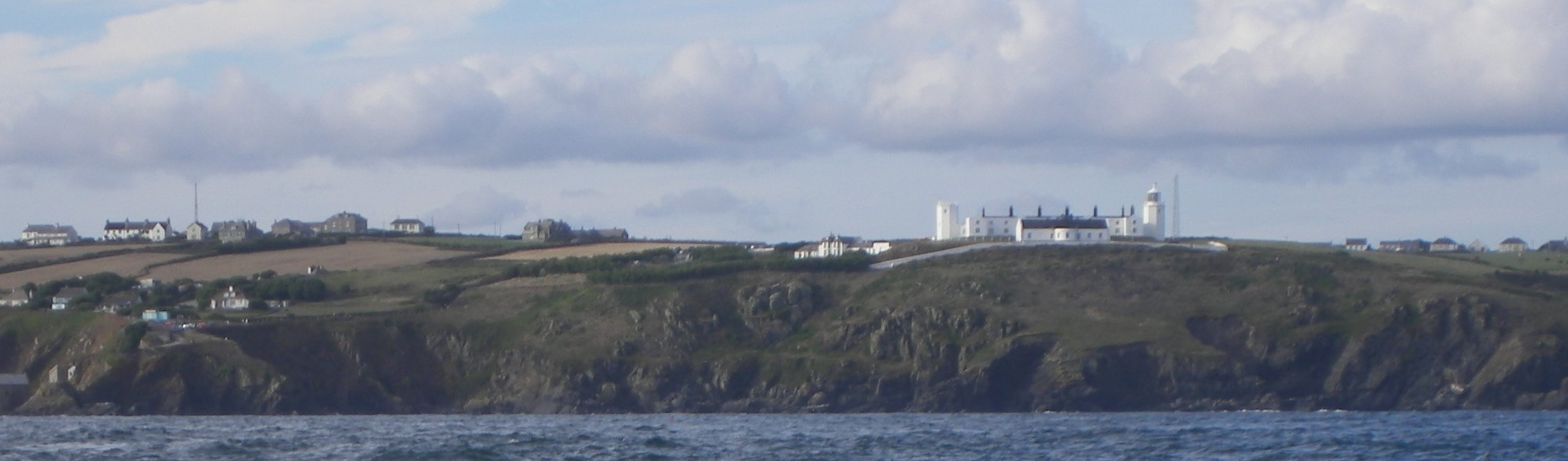
Il faro di Capo Lizard

## Descrizione
Capo Lizard è un punto di partenza per la traversata dell'oceano Atlantico da est ad ovest. Esso è anche un luogo molto soggetto ad incidenti marittimi.
Il Royal National Lifeboat Institution gestisce una stazione di salvataggio in mare a Kilcobben Cove, a 3 km. a nord-ovest del promontorio. La stazione comprende una funicolare che trasporta i soccorritori tra la darsena ed il parcheggio in cima alla scogliera.
Il faro si trova sulla punta di Capo Lizard.
La regione del Capo è famosa per i suoi oggetti in serpentino tagliato, come le maniglie per la birra alla spina presenti nel pub Inn Lizard. La geologia del penisola di Lizard è molto interessante e numerosi sentieri escursionistici ne consentono l'esplorazione.
Da Capo Lizard venne avvistata l'Invincible Armada, intorno alle ore 15 del 29 luglio 1588, pronta ad una delle più grandi invasioni mai tentate, forte di circa 120 navi da guerra con 29 000 uomini a bordo.